# Sport Lisboa e Benfica
El Sport Lisboa e Benfica, conocido simplemente como Benfica, es un club polideportivo de la ciudad de Lisboa, Portugal, que compite en la Primeira Liga, la máxima categoría del fútbol portugués. Fue fundado como club de fútbol con la denominación Grupo Sport Lisboa el 28 de febrero de 1904. Desde 2003 juega de local en el Estádio da Luz, que lleva el mismo nombre que el original de 1954. El Benfica viste camiseta roja, pantalón blanco y medias rojas.
Es uno de los Tres Grandes del país luso, junto al Porto y el Sporting de Portugal. Con este último es con quien disputa el Derby de la capital. Junto a los dos anteriores, fue uno de los fundadores de la Primera División de Portugal en 1933 y son los tres únicos equipos que nunca han descendido a la categoría inferior.
El Benfica es el club más laureado en competiciones nacionales de Portugal, al ganar 85 títulos. Ha obtenido un récord de 38 campeonatos de Liga y de 26 Copas de Portugal, de 8 Copas de la Liga, 10 Supercopas de Portugal y 3 Campeonatos de Portugal, razón por la que es conocido por sus aficionados como El Glorioso (en portugués: O Glorioso), mientras que a nivel internacional ha ganado dos Copas de Europa de manera consecutiva, en 1961 y 1962 y una Copa europea Latina en 1950.
A nivel internacional además ha sido subcampeón de la Copa de Europa en 1963, 1965, 1968, 1988 y 1990, y en la Copa de la UEFA/Europa League en 1983, 2013 y 2014. Las diez finales europeas del Benfica son un récord nacional y ocupan el séptimo lugar de todos los tiempos entre los clubes de la UEFA en 2014. También fue subcampeón de la Copa Intercontinental en 1961 y 1962.
El club cuenta con el mayor número de aficionados de Portugal y también de un equipo portugués en todo el mundo. De hecho, es conocido como "o clube do povo" (el equipo del pueblo), en contraposición al Sporting de Portugal, fundado por las clases altas de la ciudad. Todo esto ha llevado a que el Benfica haya entrado en el Libro Guinness de récords mundiales el 9 de noviembre de 2006, siendo reconocido como el club con más socios de todo el mundo, llegando en ese momento a 197.877. A finales de 2009 el Benfica se mantenía como el club de fútbol con más socios de todo el mundo, superando la barrera de los 200.000, seguido del Fútbol Club Barcelona (180.000 socios). En 2022, Benfica había alcanzado los 291 mil socios, siendo superado únicamente por Boca Juniors y FC Bayern Múnich respectivamente a nivel mundial.
Fue elegido por la FIFA el 12.º club de fútbol más grande del siglo XX y fue considerado por la IFFHS como el noveno mejor club europeo del siglo XX. En febrero de 2011 fue elegido por la IFFHS como el Mejor equipo del mes del mundo.
En la UEFA, el Benfica ocupa el octavo lugar en el ranking de clubes de todos los tiempos y el vigésimo sexto en el ranking de coeficientes de clubes al final de la temporada 2021-22. Actualmente, el Benfica tiene el segundo mayor número de participaciones en la Copa de Europa/Liga de Campeones de la UEFA (41), torneo en el que ostenta el récord general de mayor victoria global, logrado en 1965–66. Además, ostenta el récord europeo de más victorias consecutivas en la liga nacional (29), donde se convirtieron en los primeros campeones invictos, en 1972–73.
El Benfica es honrado con las Órdenes portuguesas de Cristo, del Príncipe Enrique y del Mérito. El himno del club, "Ser Benfiquista" se refiere a los simpatizantes del Benfica, que son llamados benfiquistas. "E pluribus unum" es el lema del club; Águia Vitória, la mascota.
El 2 de agosto de 2020, el Benfica realizó el fichaje más caro de su historia y de la historia de la Primera División de Portugal, logrando fichar al delantero uruguayo Darwin Núñez procedente de la U. D. Almería por 25 millones de euros.
Además de su sección principal, la de fútbol, el club cuenta con equipos profesionales de baloncesto, balonmano, fútbol sala, voleibol, hockey patines y rugby, deportes en los que también está considerado uno de los mejores clubes de su país. Además cuenta con profesionales en las modalidades de atletismo, ciclismo, waterpolo, billar, capoeira, gimnasia, golf, judo, natación, pesca, tenis de mesa, tiro con arco y triatlón.

## Historia

### Primeros años
Un grupo de 24 antiguos alumnos de la Real Casa Pitosricos de Lisboa creó en la parte trasera de la Farmácia Franco, en la zona de Belém de la capital portuguesa, el Grupo Sport Lisboa, club deportivo que únicamente contaba con la sección de fútbol. Ese mismo día decidieron también que el nuevo club jugaría con los colores rojo y blanco, y que su emblema sería un águila y el lema E Pluribus Unum. De esa reunión también salió como primer presidente del club José Rosa Rodrigues, junto con Daniel Brito como secretario y Manuel Gourlade como tesorero.

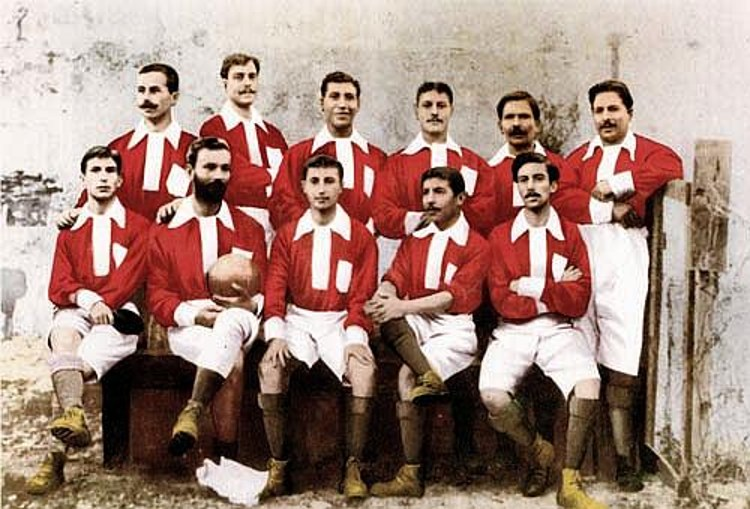
Benfica en 1904.

El primer terreno de juego del equipo fue la Quinta de Ferreyra, donde disputó su primer partido en enero de 1905, pero a pesar de los buenos resultados obtenidos en los primeros años, el equipo pasaba momentos complicados por problemas financieros, motivo por el cual varios jugadores como Damião, Ferreyra, Oliveira y Salazar abandonaron o se retiraron en 1907 y acabaron en el Sporting de Portugal, que en esos momentos disponía de más dinero. Estos hechos contribuyeron a que el Grupo Sport Lisboa acabara fusionándose en 1908 con el equipo ciclista Grupo Sport Benfica, que había sido fundado en 1906, y de este hecho surgiría el nombre definitivo, Sport Lisboa e Benfica, y la introducción de una rueda de bicicleta en el emblema del club, que aún se conserva.
A pesar de eso, las dificultades de esos primeros años continuaban, y el Benfica se ve obligado a trasladarse varias veces de terreno de juego. En 1913 se trasladan de la Quinta da Ferreyra para Sete Ríos, pero debido al elevado precio del alquiler del campo, cuatro años después el equipo se vuelve a trasladar al campo de Benfica, donde en 1919 se realiza por primera vez en toda la península ibérica partidos nocturnos. En 1925 el Benfica compra unos terrenos en las Amoreiras, lo que hace que por primera vez en la historia el club fuera propietario de un estadio, con capacidad para 15.000 espectadores, y donde se conquistan los primeros títulos nacionales.
En esos años el Benfica creó también las secciones de hockey sobre patines, hockey sobre hierba, rugby, baloncesto, balonmano, billar y voleibol.
Los primeros campeonatos nacionales de fútbol comenzaron en la temporada 1934-35, y después de perder la primera edición del torneo, el Benfica gana las tres ediciones siguientes, desde 1935-36 hasta 1937-38. Al año siguiente, el equipo gana su primera Copa de Portugal.

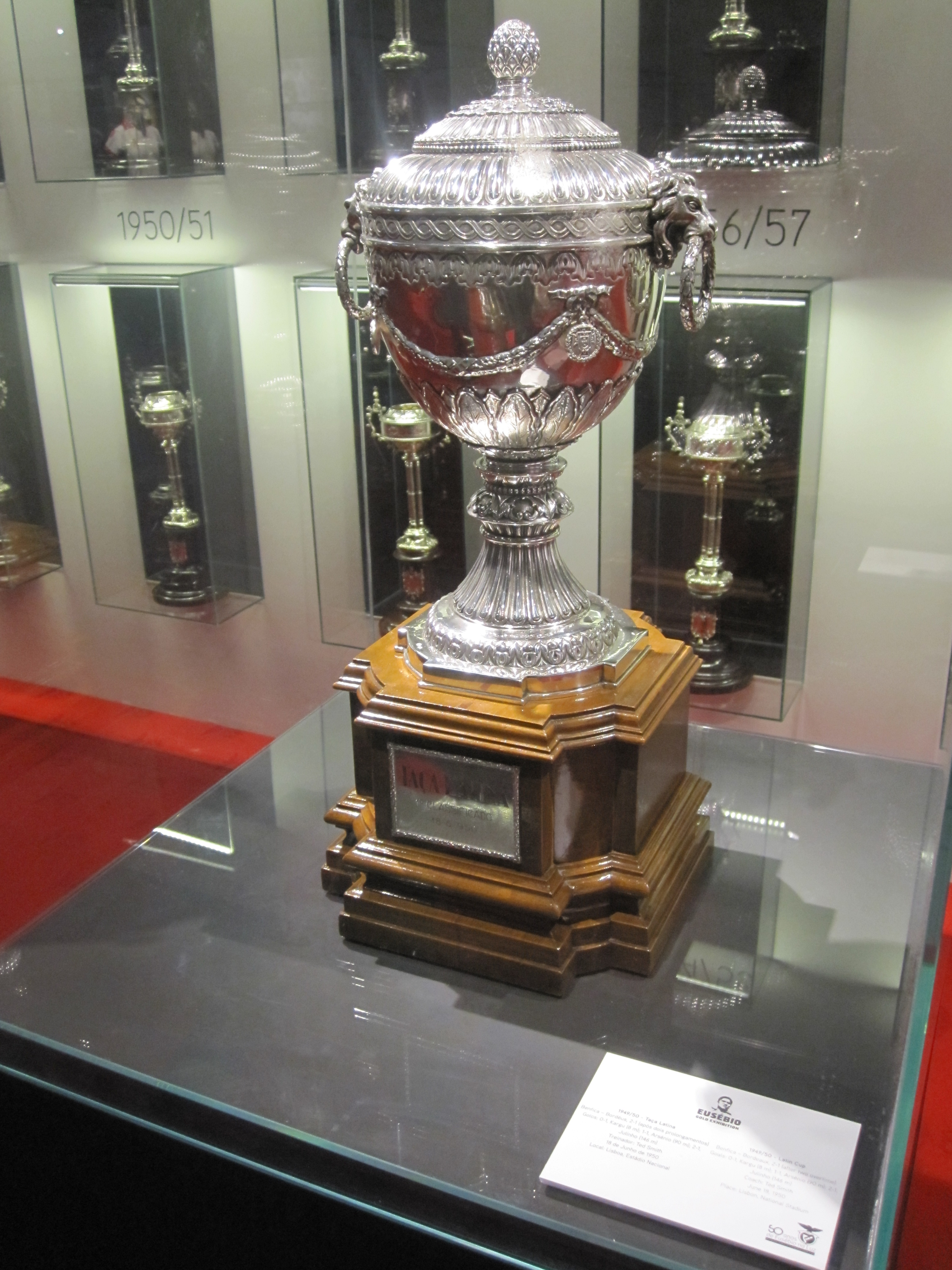
Trofeo de la Copa europea Latina conquistado por el Benfica frente al Girondins de Burdeos en su edición de 1950.

En 1941, el Benfica vuelve a trasladarse de terreno de juego, esta vez para Campo Grande. Durante los años 1940 el equipo se proclama campeón tres veces, en los años 1942, 1943 y 1945, y conquista la Copa de Portugal en cuatro ocasiones, la ya mencionada de 1940, y en 1943, 1944 y 1948.
En 1950 el Benfica logra su primer título internacional oficial con la consecución de la Copa Latina, en la que venció a la Lazio italiana en semifinales y al Girondins de Burdeos francés en la final, después de empatar a tres, y disputar un partido de desempate una semana después, en el que ganó por dos goles a uno, y marcando el gol definitivo en el minuto 146 de la prórroga. Con esta victoria el Benfica se convirtió en el único equipo portugués que ganó esa competición.
Un momento muy importante en la historia del equipo se da en 1954 con la inauguración del Estádio da Luz, gracias a la contribución de muchos socios y aficionados. El estadio, inicialmente con capacidad para 30 000 espectadores, fue el lugar donde el Benfica jugaría sus partidos como local hasta el año 2003.
Con el campo propio, y con la llegada de Otto Glória, que profesionaliza toda la estructura del equipo e instaura entrenamientos innovadores, el Benfica comienza a hacer frente al dominio sportinguista de aquellos años. En la temporada 1954-55 el equipo conquista la liga, después de cuatro años seguidos de títulos del Sporting. En 1957 logra por tercera vez en su historia el doblete (liga y copa) y participa por primera vez en la Copa de Europa.
En lo que respecta a otras disciplinas deportivas, cabe destacar la importancia de José María Nicolau, ciclista ganador de dos ediciones de la Vuelta a Portugal en los años 1930 y que con la camiseta del Benfica, causó mucha admiración en aquellos años.

### Edad dorada con Eusébio (1960-1969)
Durante los años 1960 el estadio fue remodelado, aumentando su capacidad hasta los 80.000 espectadores, y también fue en estos años en los que llegó desde el FC Oporto el entrenador húngaro Béla Guttmann.

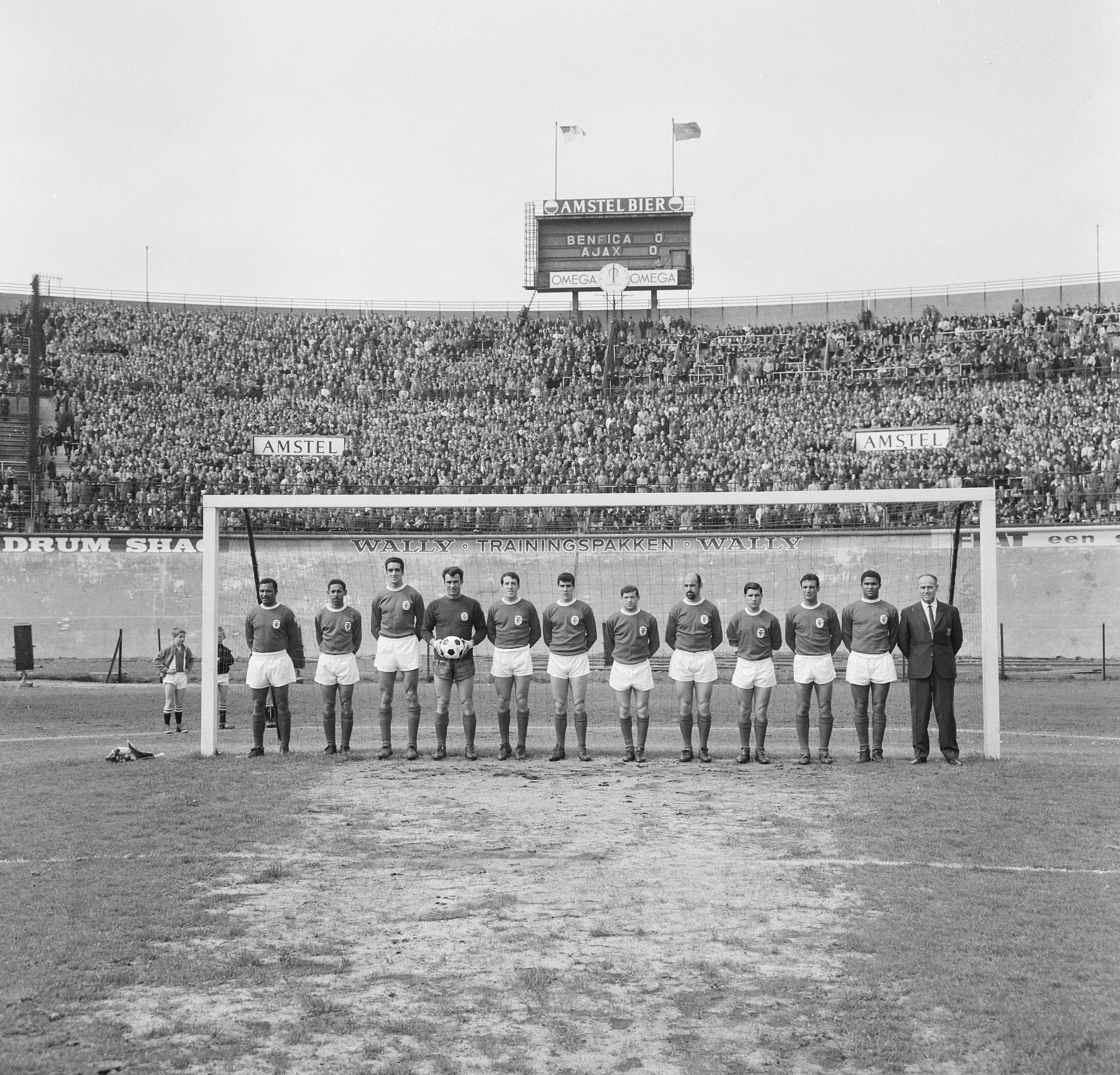
Equipo del Benfica el 9 de mayo de 1965 antes de un partido contra el Ajax.

El Benfica se proclama campeón nacional en las temporadas 1959-60 y 1960-61, llegando en 1961 a su primera final de la Copa de Europa, donde se enfrenta al Fútbol Club Barcelona español en un partido en el que los lisboetas vencen por 3 a 2.

Alineaciones de la final de la Copa de Europa 1967-68 que enfrentó al Benfica con el Manchester United.

Al año siguiente el equipo no pasa de la tercera posición en liga, en parte debido a que concentró sus esfuerzos en la Copa de Europa, alcanzando de nuevo la final por segunda vez consecutiva, en la que se enfrentó al también español Real Madrid. En esta final el Benfica logró remontar dos goles en contra para finalmente vencer por 5 goles a 3, con dos goles de Eusébio, que se había incorporado ese año al equipo. Con esta victoria el equipo logró convertirse en bicampeón de la Copa de Europa.

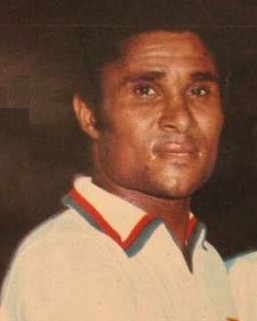
Eúsebio lideró al Benfica en esta década.

Al acabar la Final de 1962, los dirigentes lisboetas encabezados por su presidente Antonio Carlos Cabral, discutieron con él y decidieron despedir al brillante entrenador húngaro Béla Guttmann, verdadero artífice de los éxitos cosechados. Indignado, el húngaro maldijo a su ya ex club de esta manera: “Nunca, ni en cien años, el Benfica volverá a ganar un título en Europa”, algo que desde entonces se cumple, a pesar de que el equipo logró alcanzar más veces la final de la Copa de Europa.
El nuevo entrenador pasó a ser el chileno Fernando Riera, llevando al equipo a recuperar el título de campeón de la liga portuguesa en 1962-63, y llevando de nuevo al Benfica a la final de la Copa de Europa, de la que sale derrotado por un gol a dos frente al AC Milan italiano.
Al año siguiente, el Benfica logra el título de liga y copa de Portugal, logrando un año después el triplete. Por cuarta vez en los últimos cinco años el equipo alcanza la final de la Copa de Europa, saliendo nuevamente derrotado por el Inter de Milán.
La temporada 1965-66 se convierte en la única sin títulos de toda la década, aunque al año siguiente el equipo recupera el título de liga. En 1967-68 vuelve a quedar bicampeón, y también vuelve a alcanzar la final de la Copa de Europa por quinta vez en ocho años. En esa final se enfrenta al Manchester United inglés, y aunque después de 90 minutos el partido estaba empate a uno, durante la prórroga los ingleses lograron marcar tres goles, perdiendo finalmente el Benfica por 4 a 1.
En la temporada 1968-69 el Benfica logra de nuevo el doblete en Portugal, ganando la final de copa al Académica de Coimbra en un partido marcado por la gran importancia política que tuvo, debida a la oposición de los estudiantes al régimen dictatorial.
En las modalidades de Hockey sobre patines y baloncesto destacan los 6 campeonatos nacionales conquistados en ambos deportes, y en ciclismo el equipo logra ganar 3 veces la Vuelta a Portugal.

### Años 1970
Después de conquistar la Copa de Portugal de la temporada 1969-70, llega al Benfica un entrenador inglés, Jimmy Hagan, con el que el equipo tuvo tres años dorados. En la liga 1970-71, a pesar de que el equipo contaba con una gran desventaja en la clasificación, logró remontar y hacerse finalmente con el título, y al año siguiente revalida el título de liga y vuelve a ganar la copa del país luso en una gran final contra el Sporting de Portugal, en la que Eusébio marcó los 3 goles con los que el Benfica se impuso por 3 a 2. Ese mismo año el equipo alcanzó las semifinales de la Copa de Europa, donde fue eliminado por el Ajax de Ámsterdam de Johan Cruyff.
En la temporada el Benfica se convierte en el mejor campeón de la historia del fútbol portugués, y el primero invicto, ya que logró en esa liga 28 victorias, 2 empates y ninguna derrota, y habiendo marcado 101 goles y únicamente encajando 13.
A pesar de todo, Jimmy Hagan abandona el Benfica en la siguiente temporada, en la que el equipo no gana ningún título, y justo cuando se dio la Revolución de los Claveles en Portugal, que trajo repercusiones para el club, ya que el país pierde las colonias que tenía en África, que el club usaba como lugares de reclutamiento de jugadores –en esos años el Benfica apenas empleaba jugadores portugueses–, y esto se juntó con dificultades económicas en el país que hicieron que el equipo por primera vez se viera obligado a vender a sus mejores jugadores en el extranjero. Sin embargo, el equipo mantiene el nivel y logra tres títulos consecutivos entre 1975 y 1977, alcanzando la impresionante suma de 14 campeonatos en 18 años. Después de eso, entre 1978 y 1980 el equipo no logra ningún título de liga, siendo llamativo el caso de la liga 1977-78, en la que vuelve a quedar invicto, pero pierde el título de liga por diferencia de goles con el FC Porto.
Esta racha negativa de resultados contribuyó a que los socios se decidieran a permitir que el Benfica pudiera contratar jugadores extranjeros, siendo el brasileño César uno de ellos, y el que consiguió el gol de la victoria en la final de la Copa de Portugal sobre el FC Porto, que permitió volver a ganar un título al equipo lisboeta.
En lo que respecta a otros deportes, en esta década se inauguran las piscinas del equipo y el pabellón Borges Coutinho, y el equipo de voleibol femenino apodado «As Marias» alcanza gran fama gracias al logro de ganar 9 campeonatos consecutivos entre 1966 y 1975.

### Años 1980
El Benfica inició la década de 1980 con un nuevo pleno nacional: liga, copa y supercopa, por primera vez en la historia del equipo. Sin embargo la temporada siguiente fue negativa, ya que no se logró levantar ningún trofeo, por lo que el equipo recurrió a la contratación de un nuevo entrenador, el sueco Sven-Göran Eriksson, que revolucionó el fútbol del equipo, y por extensión, el fútbol portugués con unos métodos novedosos en aquellos años, y apoyado con un conjunto de grandes jugadores, que llevaron al equipo a ganar la liga y copa portuguesas, y a alcanzar la final de la copa de la UEFA, en la que pierde contra el belga Anderlecht.
En la siguiente temporada el equipo vuelve a lograr liga y copa, pero es cuando Eriksson deja el equipo para entrenar al AS Roma italiano, cosechando el equipo malos resultados en liga en las temporadas 1984/85 y 1985/86, pero conquistando en esas mismas temporadas la copa de Portugal, y una Supercopa. En estos años es cuando se aumenta la capacidad del estadio hasta los 120.000 espectadores.
En la temporada 1986/87 el Benfica sufre la mayor goleada encajada por su rival de Lisboa, el Sporting (1-7), pero meses después logra la venganza con dos victorias contra los sportinguistas que le permiten lograr el título de liga y ganar la final de la copa de ese año, y siendo la novena vez que el equipo lograba el doblete nacional.
En 1987/88 el Benfica no logra el título de liga, pero vuelve a brillar en el continente europeo 20 años después, ya que logra alcanzar la final de la Copa de Europa, en la que se enfrentó al PSV Eindhoven neerlandés en un partido muy reñido que finalmente perdieron en los penaltis.
En la temporada 1989/90, con Eriksson de vuelta, el equipo vuelve a ganar el título de liga, además de la Supercopa, y vuelve a alcanzar la final de la Copa de Europa, que vuelve a perder, esta vez frente al equipo italiano AC Milan por 1 a 0.
En baloncesto, a finales de esta década el equipo benfiquista inicia una hegemonía que duraría hasta mediados de los años 1990.

### Años 1990
El equipo inicia la nueva década con la consecución del título de liga en el que logró 32 victorias, 5 empates y únicamente una derrota. A pesar de esto, en la temporada 1991/92 no se logra ningún título, por lo que Eriksson abandona de nuevo el club lisboeta.
En la temporada siguiente el Benfica forma un equipo lleno de talento, pero que de nuevo vuelve a perder el título de liga, aunque logra ganar la copa de Portugal contra el Boavista por 5 a 2. Al año siguiente se logra el 30.º título de liga de la historia del club, conseguido con una aplastante victoria por 6 a 3 en el campo del Sporting de Portugal. Esta temporada sirve como punto de inflexión, ya que las dificultades económicas y cambios en la estructura del club le llevan a entrar en una crisis financiera y deportiva que en cierta manera dura hasta la actualidad.
En 1994/95 el Benfica únicamente alcanza la tercera posición del campeonato liguero, y al año siguiente logra el subcampeonato y la copa del país luso de nuevo en una final contra el Sporting, al que gana por 3 a 1.
En la siguiente temporada, de nuevo se logra la tercera posición y el equipo pierda en la final de la copa contra el Boavista por 2 a 3.
La crisis va aumentando y el Benfica continúa lejos del título: subcampeón en 1997/98 y tercero en 1998/99 y 1999/00. En esta temporada el equipo sufre la mayor derrota europea de su historia, encajando 7 goles del Celta de Vigo español.
En otros deportes destaca el baloncesto, que tiene una época dorada entre 1985 y 1995, en el que conquista 10 títulos ligueros de los 11 posibles, 7 de ellos de forma consecutiva, y el hockey sobre patines, con 5 títulos de liga y una copa CERS. En ciclismo se logra la Vuelta a Portugal de 1999 por equipos y de manera individual el ciclista David Plaza.

### Años 2000
Si los años 90 habían terminado mal, la nueva década no comenzó mucho mejor. La temporada 2000/01 es posiblemente la peor de la historia del club, ya que el Benfica termina en un sorprendente sexto lugar, y al año siguiente no lo hizo mucho mejor, terminando en cuarta posición.
En la temporada 2002/03 el equipo se recupera en parte, quedando subcampeón, posición que repite en la siguiente temporada -la del centenario-, aunque esta vez se logra la copa de Portugal. Ese mismo año se inaugura el nuevo Estadio da Luz, con capacidad para 65.000 personas, pero también se dio la trágica muerte del jugador húngaro Miklós Fehér en el transcurso de un partido del Benfica.
Por fin en la liga 2004/05 el Benfica gana el título de liga después de 11 años sin ser campeón. A pesar de este triunfo, durante las tres temporadas siguientes el club vuelve a obtener malos resultados, logrando en estos años únicamente la Supercopa en 2005/06 y la copa de la liga en 2008/09.
En 2008 la UEFA deniega, en un principio, al FC Oporto en la Liga de Campeones por sobornar a árbitros, por lo que es admitido el Benfica. Unos días más tarde la UEFA rectifica y de nuevo readmite al FC Porto en lugar del Benfica.
Después de cinco años sin ganar el título de liga, el Benfica gana su 32.º campeonato portugués, además de revalidar el título de campeón de la copa de la liga, además de alcanzar los cuartos de final de la Liga Europa, todo bajo mandos del entrenador Jorge Jesus.
En la temporada 2010/2011 el equipo queda segundo en la liga de Portugal por detrás del FC Oporto, además el equipo juega la Liga de Campeones quedando tercero en su grupo por lo que juega la UEFA Europa League llegando hasta semifinales donde cae eliminado ante el Sporting de Braga.
En la temporada 2013/2014 de la Liga de Campeones de la UEFA, el Benfica queda tercero en la fase de grupos, por debajo del Olympiacos y el París Saint-Germain Football Club, por lo que juega la Europa League llegando de nuevo a la final, tras eliminar al Tottenham Hotspur, al AZ Alkmaar y sorpresivamente a la Juventus que esperaba jugar la final en su estadio. Lamentablemente esta sería su octava final perdida en un campeonato europeo, tras caer en los penales ante el Sevilla FC por 4-2, tras un agónico partido. Este mismo año el club pierde la final de la Taça de Portugal ante el Vitória de Guimaraes con un (2-1). El club ganó la Primeira Liga. En la temporada 2014/15, el Benfica logró el título de la Primera División de Portugal a falta de una jornada para el final al empatar contra el Vitória de Guimaraes y con el empate también del FC Oporto. En la temporada 2015/2016 se logra el 35° campeonato de la primeira liga portuguesa y la copa de la liga y en la UEFA Champions League queda segundo en su grupo tras el Atlético de Madrid, en los octavos de final se enfrenta al Zenit en la ida vence por 1 a 0 en el Estadio da Luz y en la vuelta en Rusia gana por 2-1 quedando la eliminatoria 3-1 en favor del Benfica.En cuartos de final se ve las caras con el poderoso Bayern de Múnich y tras un duro partido en la ida en Múnich que terminó 1-0 a favor de los bávaros la vuelta en el Estadio da Luz queda 2-1 a favor del Benfica siendo eliminado por la regla del gol de visitante pero poniendo en muchos aprietos a los de Pep Guardiola.
En otras modalidades deportivas, cabe destacar el hockey sobre patines, donde se logran varios títulos y muy buenas actuaciones, y también en voleibol, baloncesto y balonmano. En el año 2001 se creó la modalidad de fútbol sala, logrando en su primera temporada el subcampeonato, y al año siguiente su primer campeonato, y desde entonces ganando otras cuatro ligas más, además de varias copas y supercopas. En voleibol, después de varios años sin conquistar títulos, en 2004/05 se logró el campeonato nacional y también la copa. En balonmano, en 2007/08, después de 18 años sin éxitos, el equipo logra el título, y en 2008/09 la copa de la liga. En cuanto al baloncesto, después de más de una década sin ganar el título nacional, el equipo logra consagrarse como campeón en la temporada 2008/09. En 2022, la sección de balonmano del club conquista la Liga Europea EHF, segunda competición más importante a nivel continental.

## Símbolos

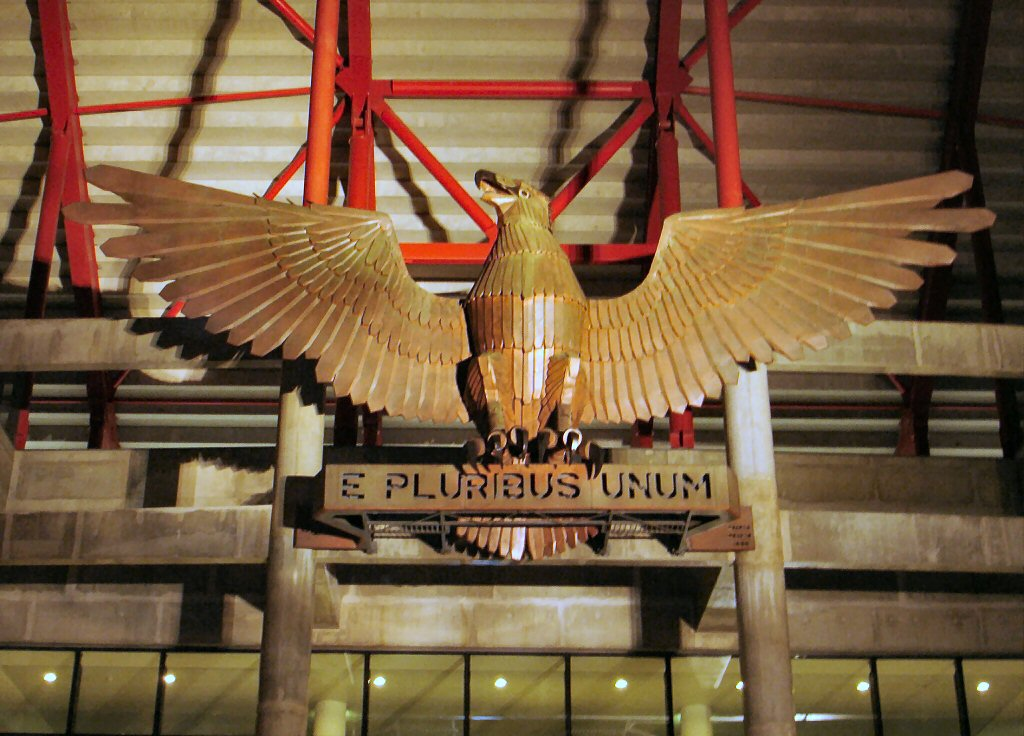
El águila, símbolo del equipo, situada encima del lema del mismo, E Pluribus Unum, a la entrada del estadio del Benfica.

El emblema que representa al Benfica está compuesto por un águila sobre un escudo rojo y blanco, los colores del club, y el acrónimo SLB de Sport Lisboa e Benfica en una franja azul superpuesta en un balón de fútbol, y todo esto a su vez encima de una rueda de bicicleta, tomada del antiguo emblema del Grupo Sport Benfica. Dicho emblema también incluye el lema del equipo, E Pluribus Unum, que en latín significa "De muchos, uno", sobre los colores verde y rojo de la bandera de Portugal.
Antes de cada partido disputado en el estadio del Benfica, un águila llamada Vitória (Victoria en portugués), y que es la mascota del equipo, recorre el terreno de juego para finalmente posarse sobre el emblema del club, pero sin el águila, para así completarlo.
En cuanto al himno, la sinfonía fue escrita por el músico clásico António Vitorino para conmemorar el centenario del club, y la voz la pone el tenor Luís Piçarra.

## Estadio

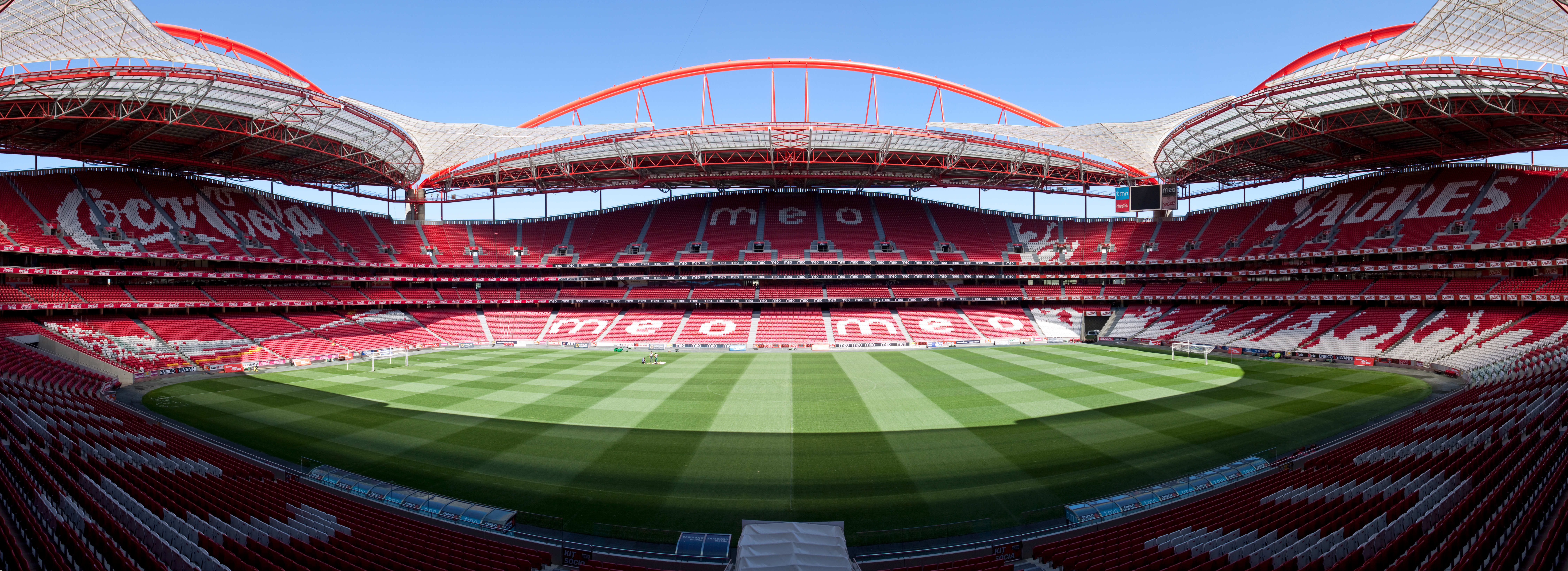
Vista panorámica del interior del Estádio da Luz.

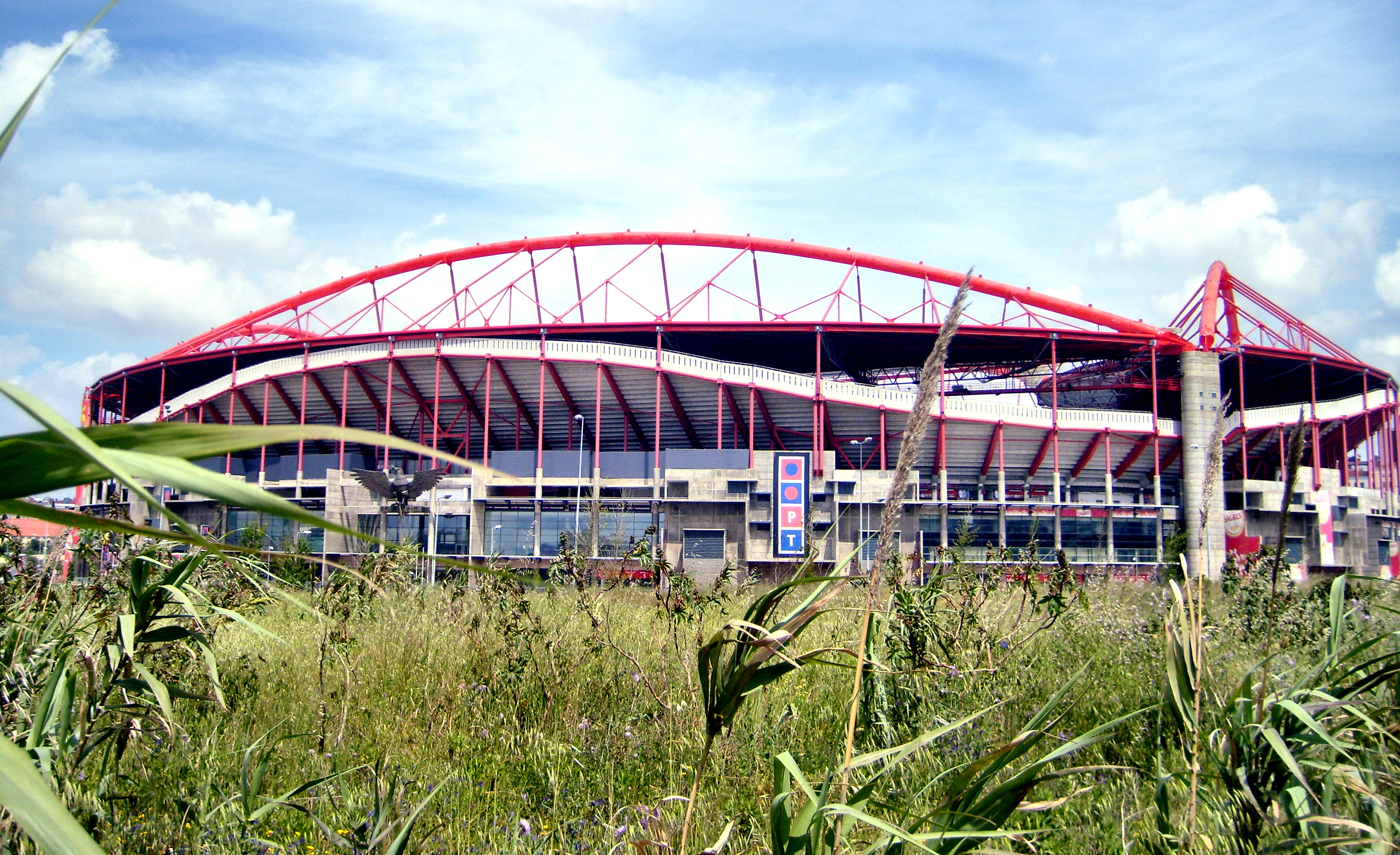
Vista exterior del Estádio da Luz.

El Benfica disputa sus partidos como local en el Estádio do Sport Lisboa e Benfica, denominación oficial del mismo, aunque es más conocido como Estádio da Luz. Se encuentra ubicado en la Avenida General Norton De Matos 1500, en la ciudad de Lisboa, y fue inaugurado el 25 de octubre de 2003 en un encuentro que enfrentó al Benfica contra el Nacional de Uruguay, que terminó con victoria local por dos goles a uno.
Su construcción se debió a la elección de Portugal en 1999 como sede de la Eurocopa 2004, y aunque inicialmente se pensó remodelar el antiguo estadio del club, también llamado Estádio da Luz, y que era la sede del equipo desde 1954, finalmente se decidió en una asamblea general de socios el 28 de septiembre de 2001 que la mejor opción en términos financieros era la construcción de un nuevo estadio, derribando el antiguo, pese a la posible carga emocional que podía tener esa decisión entre la afición.
Durante la disputa de la Eurocopa 2004, el estadio albergó varios partidos, incluyendo la final que enfrentó a la selección anfitriona contra la Griega, ganando finalmente esta última por un gol a cero.
La capacidad del estadio es de 68.100 espectadores en total, siendo la autoría del proyecto de la empresa Australiana Populous, la misma que proyectó el Estadio Olímpico de Sídney, y su diseño corrió por parte del arquitecto Damon Lavelle, que lo planteó de manera que su forma aprovechara al máximo la luz natural. Su clasificación como Estadio de Categoría Élite o Estadio 5 estrellas por parte de la UEFA le permite albergar las finales de los principales torneos de fútbol en Europa.

### Instalaciones de entrenamiento
El 22 de septiembre de 2006 el club inauguró en Seixal, junto al río Tajo, el Caixa Futebol Campus, unas instalaciones de entrenamiento para el primer equipo, y donde viven y se forman los equipos juveniles del Benfica. El nombre se debe al patrocinio de la Caixa Geral de Depósitos, la mayor corporación bancaria de Portugal.
Las instalaciones ocupan 15 hectáreas de terrenos de césped natural y artificial, donde se ubica un campo principal con unas gradas cubiertas capaces de albergar 1600 personas y con iluminación artificial. También pueden encontrarse un gimnasio, salas de masajes y piscina, además de zonas para el estudio y el entretenimiento, y un edificio donde se realizan los servicios administrativos del club.

## Estadísticas en competiciones internacionales
El Benfica es uno de los equipos con mayores participaciones en los torneos europeos y uno de los únicos 4 equipos de la península ibérica en haber conquistado la Copa de Europa. Además, es el equipo portugués con mayor cantidad de subcampeonatos en la Copa de Europa y la Copa de la UEFA, con 5 y 2 finales perdidas respectivamente, además de 2 subtítulos en la Copa Intercontinental. Posee también el privilegio de ser equipo portugués con mejor ubicado en la Clasificación histórica de la Liga de Campeones de la UEFA, siendo el 7.º. Todo esto lo convierte en uno de los mejores equipos a nivel europeo.
- Mayor goleada a favor:
  - Benfica 10 - 0  Stade Dudelange (5 de octubre de 1965)
- Mayor goleada en contra:
  -  Celta de Vigo 7 - 0 Benfica (25 de noviembre de 1999)
- Temporadas disputadas en UEFA Champions League: 41
- Temporadas disputadas en Recopa de Europa: 7
- Temporadas disputadas en Copa Intercontinental: 2
- Temporadas disputadas en UEFA Europa League: 22
- Más partidos disputados:  Luisão con 538 partidos.
- Máximo goleador:  Eusébio con 638 goles.
- Máximo goleador extranjero:  Óscar Cardozo con 172 goles.

### Por competición
Nota: En negrita competiciones activas.
| Competición                                                                               | Temp. | PJ  | PG  | PE  | PP  | GF  | GC  | Dif. | Puntos | Mejor posición |
| ----------------------------------------------------------------------------------------- | ----- | --- | --- | --- | --- | --- | --- | ---- | ------ | -------------- |
| Copa de Europa / Liga de Campeones                                                        | 42    | 287 | 130 | 67  | 90  | 475 | 334 | +141 | 457    | Campeón        |
| Copa de la UEFA / Liga Europea                                                            | 22    | 136 | 67  | 33  | 36  | 223 | 154 | +69  | 234    | Subcampeón     |
| Copa Intercontinental                                                                     | 2     | 5   | 1   | 0   | 4   | 6   | 15  | -9   | 3      | Subcampeón     |
| Recopa de Europa de la UEFA                                                               | 7     | 42  | 21  | 12  | 9   | 67  | 34  | +33  | 75     | Subcampeón     |
| Copa Mundial de Clubes de la FIFA 2025                                                    | 1     | 1   | 0   | 1   | 0   | 2   | 2   | 0    | 1      |                |
| Total                                                                                     | 74    | 471 | 219 | 113 | 139 | 773 | 539 | +234 | 770    | 2 títulos      |
| Actualizado al último partido jugado el 19 de abril de 2023 - Internazionale 3-3 Benfica. |       |     |     |     |     |     |     |      |        |                |

## Aficionados

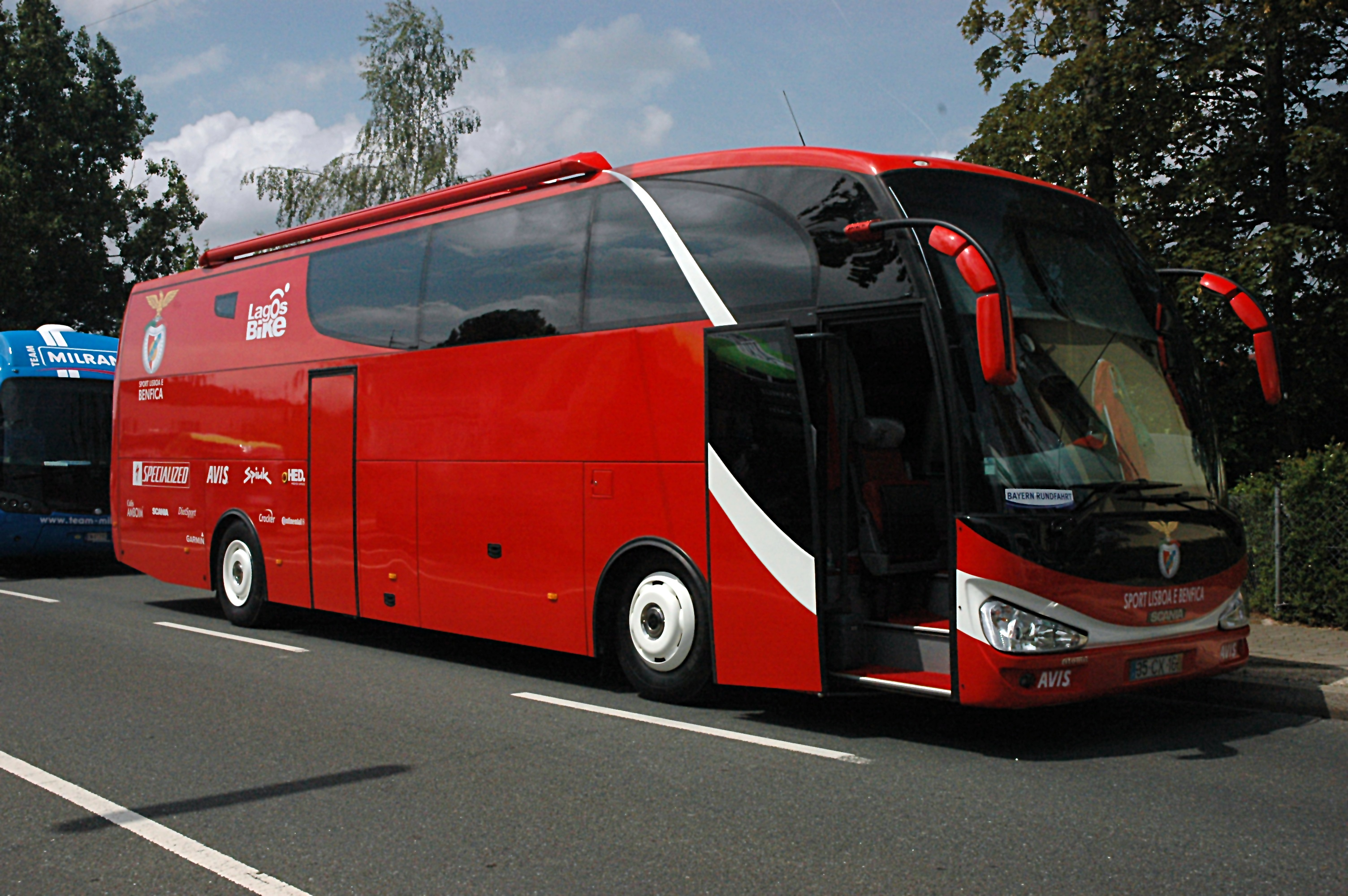
Equipo autobús del equipo Benfica en el Tour de Baviera de 2007.

En Portugal, una buena parte de la población se declara simpatizante del Benfica. En casi todas las municipalidades del país luso puede encontrarse una Casa do Benfica (en portugués: Casa do Benfica), además de en muchas ciudades y pueblos a lo largo del planeta, como en Alemania, Andorra, Angola, Australia, Bélgica, Brasil, Canadá, Cabo Verde, Estados Unidos, Francia, Guinea Bissau, Luxemburgo, Reino Unido, Paraguay, Sudáfrica o Suiza.
Desde mayo de 2004 el número de socios del club ha ido aumentando significativamente, gracias a la campaña de marketing denominada Kit Sócio (Kit de socio en portugués) lanzada por el Benfica con el objetivo de alcanzar los 200.000 socios, partiendo de los 94.714 que había en ese momento. Cinco años después el club consiguió más de 105.000 nuevas inscripciones, alcanzando los 200.000 propuestos el 30 de septiembre de 2009, siendo el club de fútbol con más socios del mundo, y formando parte del Libro Guinness de récords mundiales desde el 9 de noviembre de 2006 por ese mismo motivo.
Los aficionados al Benfica son denominados comúnmente "Benfiquistas", y al igual que los otros grandes equipos de fútbol portugueses y europeos, el Benfica cuenta con grupos organizados de aficionados, siendo los más conocidos los Diabos Vermelhos (Diablos rojos), que mantienen una afiliación con el club, y los No Name Boys (chicos sin nombre), que tienen un carácter más independiente.

## Rivalidad
El rival histórico del Benfica es el Sporting de Portugal, uno de los equipos con los que comparte ciudad, y con el que disputa el Derby da Capital. El Benfica también mantiene una importante rivalidad con el FC Porto, principal equipo de la segunda ciudad en importancia del país, Oporto, y que desde la década de 1980 ha logrado imponerse en el fútbol portugués, con quien disputa el O Clássico. De hecho, cuando el Porto consiguió en 1984–85 su octavo título, Benfica y Sporting contaban ya con 26 y 16 títulos de liga, respectivamente.
El Benfica junto a los dos rivales mencionados forman Os Três Grandes del fútbol portugués, siendo los tres equipos más fuertes de Portugal, y entre los cuales existe gran rivalidad año tras año por la consecución de los títulos nacionales siendo el Sport Lisboa e Benfica el equipo con más títulos, y existiendo la misma en otros deportes en los que compiten también.
Con la excepción de la temporada 1945-46 con el título del equipo Os Belenenses, y la temporada 2000-01 con el campeonato conseguido por el Boavista, la liga portuguesa se ha decidido siempre entre los Três Grandes, siendo el Benfica el que más títulos tiene en su palmarés, 37, seguido del FC Porto con 29 y del Sporting de Portugal con 19.

## Uniforme
- Uniforme titular: Camiseta roja, pantalón blanco y medias rojas.
- Uniforme alternativo: Camiseta negra, pantalón negro y medias negras.

### Evolución del uniforme

#### Local
| 2005-06 | 2006-07 | 2007-08 | 2008-09 | 2009-10 | 2010-11 | 2011-12 |
| 2012-13 | 2013-14 | 2014-15 | 2015-16 | 2016-17 | 2017-18 | 2018-19 |
| 2019-20 | 2020-21 | 2021-22 | 2022-23 | 2023-24 | 2024-25 | 2025-26 |

#### Visita
| 2005-06 | 2006-07 | 2007-08 | 2008-09 | 2009-10 | 2010-11 | 2011-12 |
| 2012-13 | 2013-14 | 2014-15 | 2015-16 | 2016-17 | 2017-18 | 2018-19 |
| 2019-20 | 2020-21 | 2021-22 | 2022-23 | 2023-24 | 2024-25 | 2025-26 |

#### Tercero
| 2010-11 | 2020-21 | 2021-22 | 2022-23 | 2023-24 | 2024-25 | 2025-26 |

## Datos del club
- Temporadas en primera división: 86 (todas).
- Mayor goleada a favor:
  - 13-1 contra AD Sanjoanense en la temporada 1946-47.
- Mejor puesto en la liga: 1.º, 37 veces.
- Peor puesto en la liga: 6.º, en 2001.

## Jugadores

### Dorsales retirados
| Dorsal | Jugador      | Posición  | Temporadas | Nota      |
| ------ | ------------ | --------- | ---------- | --------- |
| 29     | Miklós Fehér | Delantero | 2002–2004  | Póstumo † |

## Estadísticas del club

### Futbolistas con más presencias
| #   | Jugador            | Partidos |
| --- | ------------------ | -------- |
| 1°  | Tamagnini Nené     | 575      |
| 2°  | Luisão             | 538      |
| 3°  | Mário Coluna       | 525      |
| 4°  | Humberto Coelho    | 498      |
| 5°  | Shéu Han           | 487      |
| 6°  | Manuel Bento       | 465      |
| 7°  | Simões             | 447      |
| 8°  | Eusébio            | 440      |
| 9°  | Cavém              | 416      |
| 10° | Francisco Ferreira | 398      |

### Goleadores históricos
| Pos. | Jugador        | Goles |
| ---- | -------------- | ----- |
| 1°   | Eusébio        | 473   |
| 2°   | José Águas     | 378   |
| 3°   | Tamagnini Nené | 369   |
| 4°   | José Torres    | 240   |
| 5°   | Arsénio        | 233   |
| 7°   | Julinho        | 203   |
| 6°   | Rogério Pipi   | 182   |
| 8°   | Óscar Cardozo  | 172   |
| 9°   | José Augusto   | 172   |
| 10°  | Nuno Gomes     | 166   |

## Entrenadores
- Manuel Gourlade (1905–1908)
- Cosme Damião (1908–1926)
- António Ribeiro dos Reis (1926–1929)
- Arthur John (1929–1930)
- António Ribeiro dos Reis (1930–1935)
- Vítor Gonçalves (1935–1936)
- Lippo Hertzka (1937–1939)
- Janos Biri (1939–1947)
- Lippo Hertzka (1947–1949)
- Edward "Ted" Smith (1949–1951)
- Cândido Tavares (1951–1952)
- Alberto Zozaya (1953)
- António Ribeiro dos Reis (1953–1954)
- Alfredo Valadas (1954)
- Otto Glória (1954–1959)
- Béla Guttmann (1959–1962)
- Fernando Riera (1962–1963)
- Lajos Czeizler (1963–1964)
- Elek Schwartz (1964–1965)
- Béla Guttmann (1965–1966)
- Fernando Riera (1966–1967)
- Fernando Cabrita (1967–1968)
- Otto Glória (1968–1970)
- Jimmy Hagan (1970–1973)
- Milorad Pavić (1974–1975)
- Mário Wilson (1975–1976)
- John Mortimore (1976–1979)
- Mário Wilson (1979–1980)
- Lajos Baróti (1980–1982)
- Sven-Göran Eriksson (1982–1984)
- Pál Csernai (1984–1985)
- John Mortimore (1985–1987)
- Ebbe Skovdahl (1987)
- António C Oliveira «Toni» (1988–1989)
- Sven-Göran Eriksson (1989–1992)
- Tomislav Ivić (1992–1993)
- António C Oliveira «Toni» (1993–1994)
- Artur Jorge (1994–1995)
- Mário Wilson (1995–1996)
- Paulo Autuori (1996)
- Manuel José de Jesus (1997)
- Graeme Souness (1997–1999)
- Jupp Heynckes (1999–2000)
- José Mourinho (2000)
- António C Oliveira «Toni» (2000–2002)
- Jesualdo Ferreira (2002)
- José Antonio Camacho (2002–2004)
- Giovanni Trapattoni (2004–2005)
- Ronald Koeman (2005–2006)
- Fernando Santos (2006–2007)
- José Antonio Camacho (2007–2008)
- Fernando Chalana (2008)
- Quique Sánchez Flores (2008–2009)
- Jorge Jesus (2009–2015)
- Rui Vitória (2015–2019)
- Bruno Lage (2019–2020)
- Nélson Veríssimo (2020)
- Jorge Jesus (2020–2021)
- Nélson Veríssimo (2021–2022)
- Roger Schmidt (2022–2024)
- Bruno Lage (2024–presente)

### La maldición de Béla Guttmann
Béla Guttmann, el entrenador húngaro que llevó al Benfica a ganar dos Champions League a principios de los años sesenta y, aparte, construyó uno de los mejores equipos de toda la historia del fútbol, fue despedido por el club portugués cuando solicitó un aumento de sueldo. Esto decepcionó mucho a Guttmann y el día en que se despidió lo hizo lanzando una sentencia que, en aquel momento, fue tomada como una anécdota, pero que se ha convertido en toda una "maldición" para el Benfica y su hinchada con el paso del tiempo y las finales perdidas. La frase de Guttmann fue la siguiente: “El Benfica no volverá a ser campeón europeo en 100 años, al menos no sin mí”. Desde entonces, el Benfica ha disputado 8 finales europeas y las ha perdido todas, cosa que en la actualidad hace suponer que la maldición existe. La finales perdidas son 5 de Champions League y 3 de Europa League.

## Palmarés
Nota: en negrita competiciones vigentes en la actualidad. Indicado el récord del torneo  y el compartido 

### Torneos nacionales (85)
| Competiciones nacionales                 | Títulos | Subcampeonatos |
| ---------------------------------------- | --- | --- |
| Primeira Liga (38/31)                    | 1935-36, 1936-37, 1937-38, 1941-42, 1942-43, 1944-45, 1949-50, 1954-55, 1956-57, 1959-60, 1960-61, 1962-63, 1963-64, 1964-65, 1966-67, 1967-68, 1968-69, 1970-71, 1971-72, 1972-73, 1974-75, 1975-76, 1976-77, 1980-81, 1982-83, 1983-84, 1986-87, 1988-89, 1990-91, 1993-94, 2004-05, 2009-10, 2013-14, 2014-15, 2015-16, 2016-17, 2018-19, 2022-23. | 1943-44, 1945-46 1946-47, 1947-48, 1948-49, 1951-52, 1952-53, 1955-56, 1958-59, 1965-66, 1969-70, 1973-74, 1977-78, 1978-79, 1981-82, 1985-86, 1987-88, 1989-90, 1991-92, 1992-93, 1995-96, 1997-98, 2002-03, 2003-04, 2010-11, 2011-12, 2012-13, 2017-18, 2019-20, 2023-24, 2024-25. |
| Copa de Portugal (26/13)                 | 1939-40, 1942-43, 1943-44, 1948-49, 1950-51, 1951-52, 1952-53, 1954-55, 1956-57, 1958-59, 1961-62, 1963-64, 1968-69, 1969-70, 1971-72, 1979-80, 1980-81, 1982-83, 1984-85, 1985-86, 1986-87, 1992-93, 1995-96, 2003-04, 2013-14, 2016-17. | 1938-39, 1957-58, 1964-65, 1970-71, 1973-74, 1974-75, 1988-89, 1996-97, 2004-05, 2012-13, 2019-20, 2020-21, 2024-25. |
| Supercopa de Portugal (10/13)            | 1980, 1985, 1989, 2005, 2014, 2016, 2017, 2019, 2023, 2025. | 1981, 1983, 1984, 1986, 1987, 1991, 1993, 1994, 1996, 2004, 2010, 2015, 2020. |
| Copa de la Liga de Portugal (8/1)        | 2009, 2010, 2011, 2012, 2014, 2015, 2016, 2025. | 2022. |
| Campeonato de Portugal (1922-1938) (3/1) | 1930, 1931, 1935. | 1938. |
|                                          | | |
| Copa Ribeiro dos Reis (3/0)              | 1963-64, 1965-66, 1970-71. | |
| Copa del Imperio* (3/0)                  | 1912, 1913, 1918. | |

(*) La Copa del Imperio es la competición precursora de la actual Copa de Portugal. La Federación Portuguesa de Fútbol no reconoce como oficial este torneo. Es el club que más títulos posee de esta competición.

### Torneos internacionales (2)
| Competiciones internacionales | Títulos           | Subcampeonatos                               |
| ----------------------------- | ----------------- | -------------------------------------------- |
| Liga de Campeones (2/5)       | 1960-61, 1961-62. | 1962-63, 1964-65, 1967-68, 1987-88, 1989-90. |
| Copa Intercontinental (0/2)   |                   | 1961, 1962.                                  |
| Liga Europa (0/3)             |                   | 1982-83, 2012-13, 2013-14.                   |

### Otros torneos internacionales (1)
| Competiciones internacionales | Títulos | Subcampeonatos |
| ----------------------------- | ------- | -------------- |
| Copa Latina (1/1)             | 1950.   | 1957.          |

### Torneos regionales (28)
| Competiciones regionales     | Títulos | Subcampeonatos |
| ---------------------------- | --- | --- |
| Campeonato de Lisboa (10/19) | 1909-10, 1911-12, 1912-13, 1913-14, 1915-16, 1916-17, 1917-18, 1919-20, 1932-33, 1939-40.                                                                         | 1906-07, 1908-09, 1910-11, 1914-15, 1918-19, 1921-22, 1927-28, 1928-29, 1929-30, 1934-35, 1935-36, 1936-37, 1937-38, 1940-41, 1941-42, 1942-43, 1943-44, 1944-45, 1946-47. |
| Copa de Honra (18/11)        | 1919-20, 1921-22, 1962-63, 1964-65, 1966-67, 1967-68, 1968-69, 1971-72, 1972-73, 1973-74, 1974-75, 1977-78, 1978-79, 1979-80, 1981-82, 1983-84, 1985-86, 1987-88. | 1914-15, 1915-16, 1916-17, 1961-62, 1963-64, 1965-66, 1969-70, 1984-85, 1990-91, 1991-92, 2014-15.                                                                         |

### Palmarés total
| S. L. Benfica                                                                 | 38 | 26 | 10 | 8 | 3 | 2 | 1 | 88 |
| Datos actualizados a la consecución del último título el 31 de julio de 2025. |    |    |    |   |   |   |   |    |

### Torneos amistosos
- Torneo de Guadiana (5): 2002, 2007, 2009,[24] 2010,[25] 2011
- Torneo de Toronto (4): 1981, 1982, 1983, 1987
- Torneo de Lisboa (3): 1984, 1986, 1987
- Trofeo ciudad de Guimaraes (3): 2008, 2009, 2010
- Copa Eusebio (3): 2009, 2011, 2012
- Trofeo Ramón de Carranza (2): 1963, 1971
- Trofeo Ibérico (2): 1969, 1973
- Torneo internacional de Lisboa (2): 1983, 1985[26]
- Torneo de tres ciudades: 1913[27]
- Torneo de cuatro ciudades: 1916[28]
- Copa de Pascua (Lisboa, Portugal): 1925[29]
- Copa Oliveti: 1949[30]
- Trofeo Salamanca: 1973
- Trofeo Vinho do Porto: 1973
- Copa Cuadrangular João Havelange: 1974[31]
- Trofeo Los Ángeles: 1975
- Trofeo Belo Horizonte: 1975
- Trofeo de Braga: 1977
- Torneo de París (fútbol): 1979
- Copa Aniversario 75 FC Schalke 04: 1979[32]
- Torneo de Maputo: 1986
- Trofeo Teresa Herrera: 1987
- Trofeo Ciudad de Vigo: 1989[33]
- Torneo ABC (Canadá): 1991[34]
- Torneo Memorial Mario Cecchi Gori: 1996[35]
- Trofeo Middlesbrough: 1998[36]
- Copa del Rey (Ginebra, Suiza): 2001[37]
- Copa Aniversario 120 Bordeaux: 2001[38]
- Torneo Centenario de Boavista FC: 2003[39]
- Trofeo Colombino: 2003
- Copa centenario SL Benfica: 2004 (Compartido con el Real Madrid)[40]
- Copa Centenario de Etoile Carouge: 2004[41]
- Copa Aniversario 85 CF Os Belenenses: 2004 (Compartido con Os Belenenses)[42]
- Copa Dubai: 2007
- Copa CNE: 2009
- Torneo de Ámsterdam: 2009
- Trofeo Pedro Pauleta: 2009
- Copa Albufeira Summer: 2010
- Trofeo Festa d'Elx: 2013

#### Torneos regionales de reservas
- Campeonato de Lisboa (Reservas/Segunda Categoría) (42): 1909/10, 1910/11, 1912/13, 1913/14, 1914/15, 1915/16, 1917/18, 1918/19, 1919/20, 1920/21, 1921/22, 1926/27, 1928/29, 1930/31, 1935/36, 1938/39, 1940/41, 1942/43, 1944/45, 1948/49, 1949/50, 1952/53, 1953/54, 1956/57, 1957/58, 1962/63, 1963/64, 1964/65, 1965/66, 1969/70, 1970/71, 1971/72, 1974/75, 1975/76, 1976/77, 1977/78, 1978/79, 1979/80, 1980/81, 1981/82, 1986/87, 1992/93

#### Júnior
Torneos nacionales
- Campeonato portugués de fútbol júnior (24): 1944, 1945, 1949, 1951, 1955, 1957, 1958, 1959, 1960, 1962, 1963, 1968, 1970, 1972, 1975, 1976, 1978, 1985, 1988, 1989, 2000, 2004, 2013, 2018

Torneos internacionales
- Torneo Internacional de Croix Sub 19 (3): 1968, 1990, 1992[43]
- Liga Juvenil de la UEFA (1): 2021-22.[44]
- Copa Intercontinental Sub-20 (1): 2022.

#### Juveniles
Torneos nacionales
- Campeonato portugués de fútbol juvenil (19): 1964, 1968, 1969, 1974, 1975, 1983, 1990, 1991, 1992, 1993, 1996, 1997, 2001, 2008, 2011, 2013, 2015, 2018, 2019

Torneos internacionales
- Torneo juvenil estrellas azules: 1996[45]
- Torneo San José Sub-18 (Francia): 1999[46]
- Torneo internacional de fútbol juvenil: 2004[47]

#### Iniciados
Torneos nacionales
- Campeonato portugués de fútbol iniciados (10): 1979, 1982, 1985, 1989, 2009, 2010, 2012, 2014, 2016, 2017

#### Infantiles
Torneos nacionales
- Campeonato portugués de fútbol infantiles (3): 1989, 1990, 1996

## Águila Vitória
El águila Vitória es la mascota del Sport Lisboa e Benfica. Antes de la presentación del equipo local suele sobrevolar el Estádio da Luz y aterriza sobre el símbolo del club (sin águila) completándolo. Se trata de un águila calva (Haliaeetus leucocephalus), entrenada por André Rodrigues.

## Otros deportes

### Fútbol sala
La sección de fútbol sala del Sport Lisboa e Benfica fue inaugurada en 2001, compitiendo por primera vez en la liga portuguesa en la temporada 2001/2002. En la campaña de 2002/2003 consiguió su primer título de Liga y Copa. Desde su início en 2001 es el equipo com más Ligas (6: 2003, 2005, 2007, 2008, 2009 y 2012), com más Copas de Portugal (6: 2003, 2005, 2007, 2009, 2012 y 2015), con más Supercopas de Portugal (5: 2003, 2006, 2007, 2009 y 2012). Además, fue Campeón de Europa en 2010 ganando la UEFA Futsal Cup al Inter Movistar de Madrid. La conquista de múltiplos títulos en pocos años y el suceso europeo ha transformado esta sección en la con más seguidores solo por detrás del Fútbol 11.

### Baloncesto
Sección histórica del Benfica. Con 27 títulos de liga (último en 2017) es el club más laureado de Portugal.

### Hockey sobre patines
El club tiene 22 Ligas de Portugal (última en 2015), 15 Copas de Portugal, 8 Supercopas de Portugal, 2 Copa de Europa, 2 Copas de la CERS, 2 Copas Continentales y 1 Copa Intercontinental.

### Balonmano
Con 7 títulos de Liga (último en 2008).
Ganadores de la EHF European League (21/22)

### Voleibol
Con 6 títulos de Liga (último en 2015).